# Окаванго (делта)
Делтата на река Окаванго е най-голямата вътрешноконтинентална безотточна делта на Земята.
Разположена е изцяло на територията на Ботсвана. Тя представлява плитко и заблатено място, граничещо с пустинята Калахари. Основният източник на вода представлява река Окаванго, която води своето начало от Анголските възвишения. Ежегодно река Окаванго носи 11 000 km3 вода.
Делтата на реката заема площ от 15 000 km² и практически е част от пустинята Калахари. Районът на делтата е част от древното езеро Макгадикгади. То е било огромно по площ езеро, съществувало в миналото и пресъхнало преди около 10 000 години.
| Портал | Портал „Африка“ съдържа още много статии, свързани с Африка. Можете да се включите към Уикипроект „Африка“. |